# Utricularia petersoniae
Utricularia petersoniae är en tätörtsväxtart som beskrevs av Peter Geoffrey Taylor. Utricularia petersoniae ingår i släktet bläddror, och familjen tätörtsväxter. Inga underarter finns listade i Catalogue of Life.